# Aberația luminii

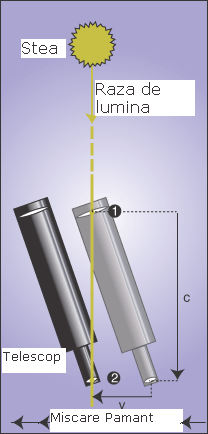
Din cauza mișcării Pământului, telescopul trebuie înclinat corespunzător astfel încât raza de lumină să unească punctul 1 cu punctul 2
(c - viteza luminii, v - viteza Pământului)

Aberația luminii (numită și aberație astronomică sau aberație stelară) este un fenomen astronomic care constă în modificarea aparentă a razei de lumină care vine de la un astru, datorită caracterului finit al vitezei luminii și mișcării relative a observatorului.
Drept consecință, obiectele cerești sunt văzute într-o poziție diferită față de cea reală.
Fenomenul a fost descoperit în 1725 de către astronomul englez James Bradley și explicat în 1729.
Astfel, direcția aparentă de deplasare a unei surse luminoase este influențată de viteza de deplasare a observatorului.
Acest fenomen este similar faptului observat în viața cotidiană prin care unghiul față de verticală sub care cad picăturile de ploaie pe ferestrele laterale ale unui vehicul este cu atât mai mare cu cât vehiculul se deplasează cu viteză mai mare.
Bradley a observat acest fenomen studiind variațiile poziției aparente ale stelei Eltanin (γ Draconis).

## Formule
Unghiul de aberație este dat de:
{\displaystyle \sin \alpha ={\frac {v}{c}}\sin \varphi ,\!}
unde v este viteza observatorului (în particular, viteza liniară a Pământului), c viteza luminii, iar:
{\displaystyle \alpha =\theta -\varphi \!}
De obicei {\displaystyle \alpha \ll \theta \!} și putem scrie:
{\displaystyle \sin \alpha ={\frac {v}{c}}\sin \theta ,\!}
sau chiar:
{\displaystyle \alpha ={\frac {v}{c}}\sin \theta ,\!}

## Explicația fenomenului

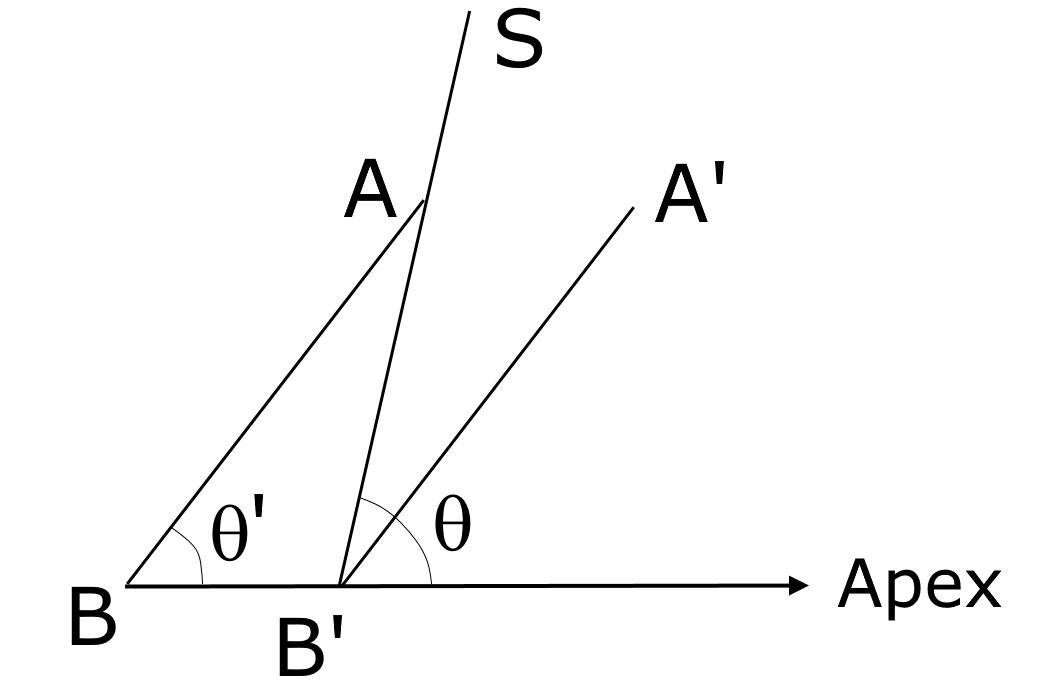
Calculul aberației luminii

Se consideră un astru de la care lumina se propagă spre un telescop terestru care își schimbă poziția, fiind antrenat în mișcarea de revoluție a Pământului, compusă cu cea de rotație.
O rază de lumină ce vine de la astru și cade pe obiectivul, notat {\displaystyle A}, la momentul {\displaystyle t}, ajunge pe ocularul {\displaystyle B} la momentul {\displaystyle t'}.
În acest interval de timp foarte mic, Pământul se deplasează împreună cu ocularul din {\displaystyle B} în {\displaystyle B'}.
Dreapta {\displaystyle BB'} care unește pozițiile inițială și finală ale obiectivului este apexul solar.
Unghiurile formate cu apexul de dreptele {\displaystyle AB}, respectiv {\displaystyle A'B'} se notează {\displaystyle \theta ,\theta '}
Pentru ca observatorul să poată vedea imaginea stelei în momentul {\displaystyle t'}, când raza luminoasă ajunge la ocularul {\displaystyle B'}, el trebuie să rotească luneta în sensul mișcării Pământului cu unghiul de aberație {\displaystyle \theta -\theta '} care, exprimat în secunde, este dat de:
{\displaystyle \theta -\theta '=206.264,8{\frac {v}{c}}\sin \theta ',}
unde {\displaystyle v} și {\displaystyle c} sunt viteza de deplasare a observatorului și, respectiv, viteza luminii, iar mărimea {\displaystyle K=206.264'',8{\frac {v}{c}}} se numește constanta de aberație.
În teoria relativității, se consideră diferența de direcție a razei luminoase în sistemele inerțiale atașate astrului și observatorului, iar formula aberației se obține ca o consecință a transformării Lorentz și, în primă aproximație, se reduce la același rezultat cu cel din teoria clasică.
Diferența în cazul aberației anuale nu depășește 0",0005 care, practic, nu se ia în considerare.

## Tipuri de aberație
Un observator de pe Pământ, antrenat concomitent în trei mișcări diferite, distinge trei tipuri de aberație:
- aberație diurnă: datorat rotației Pământului în jurul axei proprii și care deplasează aparent direcția către astru înspre est, cu unghiul de aberație {\displaystyle \theta -\theta '=0'',319\cos \varphi \cdot \sin \theta '}, în care {\displaystyle \varphi } este latitudinea geografică a observatorului;
- aberație anuală: datorat mișcării orbitale a Pământului în jurul Soarelui și care deplasează aparent direcția spre astru în sensul mișcări de revoluție a Pământului, astfel că, în decursul unui an, steaua descrie pe sfera cerească o mică elipsă de aberație, a cărei semiaxă mare este constantă, iar semiaxa mică depinde de latitudinea ecliptică a stelei. Unghiul de aberație anuală variază în timpul unui an între o valoare maximă și una minimă care depinde de latitudinea ecliptică a stelei. Astfel, pentru o stea situată într-un din polii eclipticii, unghiul de aberație anuală este constant și egal cu 20,50.
- aberație seculară: cauzat de deplasarea sistemului solar printre stele (deplasarea în direcția apexului solar) cu o viteză de circa 20 km/s în direcția apexului. Ca urmare, fiecare stea observată de pe Pământ suferă o deplasare aparentă către apex, care, fiind constantă în mărime și directie, nu introduce vreo modificare a pozițiilor reciproce ale stelelor. În jurul poziției aparente determinată de aberația seculară se execută mișcarea aparentă pe elipsa de aberație anuală.
- aberație planetară: se datorește deplasării în spațiu a Pământului și astrului în timp ce lumina parcurge distanța astru-Pământ, fenomen de care se ține cont în cazul determinării orbitelor corpurilor cerești.

Poziția observată a astrului la momentul {\displaystyle t} trebuie corectată de aberația anuală, obținându-se astfel poziția astrului în raport cu Pământul considerat în repaus.
Însă aceasta nu este poziția astrului la momentul {\displaystyle t} al observației, ci poziția corespunzătoare momentului {\displaystyle t-\tau }, când raza luminoasă a părăsit astrul.
Timpul de aberație este dat de raportul dintre distanța astru-Pământ, în momentul observației și viteza luminii.